# 嗜争掠蛛
嗜争掠蛛（学名：Drassodes dispulsoides）为平腹蛛科掠蛛属的动物。在中国大陆，分布于山西等地，多栖息于草丛。该物种的模式产地在山西。